# 蓋迪茲
蓋迪茲是土耳其的城鎮，由屈塔希亞省負責管轄，位於該國西部，海拔高度817米，2009年人口17,507。1970年3月28日，該鎮受麥加利地震烈度7.4級地震所波及，震央距離該鎮27公里。

## 外部連結
- District governor's official website （页面存档备份，存于） （土耳其文）

39°02′30″N 29°24′36″E / 39.04167°N 29.41000°E